# Giulio de Visconti
Giulio Visconti Borromeo Arese, comte di Brebbia (1664 - 1751) est un diplomate lombard (Saint-Empire), au service de la Maison d'Autriche.
Le comte Giulio de Visconti a exercé la fonction de ministre plénipotentiaire des Pays-Bas autrichiens de 1726 à 1732, sous l'empereur Charles VI et sous le gouvernorat de Marie-Élisabeth.

### Sources et bibliographie
- Liste chronologique des édits et ordonnances des Pays-Bas autrichiens de 1700 à 1750, Devroye et Cie (Bruxelles), 1851, 547 p. (lire en ligne).
- Andreas Pečar, Die Ökonomie der Ehre. Höfischer Adel am Keiserhof Karls VI, Wissenschaftliche Buchgesellschaft, Darmstadt, 2003.